# 賓夕凡尼亞州保育及自然資源廳
賓夕法尼亞州保育及自然資源廳（英語：Pennsylvania Department of Conservation and Natural Resources）成立於1995年7月1日，是美國賓夕法尼亞州的政府機構，負責維護該州的124個州立公園和20座州立森林，並提供賓夕法尼亞州自然資源的訊息。
賓夕法尼亞州保護和自然資源廳的總部位於哈里斯堡。